# 22. ceremonia wręczenia Oscarów
22. ceremonia rozdania Oscarów odbyła się 23 marca 1950 roku w RKO Pantages Theatre w Los Angeles.

## Laureaci i nominowani
Dla wyróżnienia zwycięzców poszczególnych kategorii, napisano ich pogrubioną czcionką oraz umieszczono na przedzie (tj. poza kolejnością nominacji na oficjalnych listach).

### Najlepszy Film
- wytwórnia: Robert Rossen Productions − Gubernator
- wytwórnia: Metro-Goldwyn-Mayer − Pole bitwy
- wytwórnia: Paramount Pictures − Dziedziczka
- wytwórnia: 20th Century Fox − List do trzech żon
- wytwórnia: 20th Century Fox − Z jasnego nieba

### Najlepszy Aktor
- Broderick Crawford − Gubernator
- Kirk Douglas − Champion
- Gregory Peck − Z jasnego nieba
- Richard Todd − The Hasty Heart
- John Wayne − Piaski Iwo Jimy

### Najlepsza Aktorka
- Olivia de Havilland − Dziedziczka
- Jeanne Crain − Pinky
- Susan Hayward − Moje zwariowane serce
- Deborah Kerr − Edward, mój syn
- Loretta Young − Przyjdź do stajni

### Najlepszy Aktor Drugoplanowy
- Dean Jagger − Z jasnego nieba
- John Ireland − Gubernator
- Arthur Kennedy − Champion
- Ralph Richardson − Dziedziczka
- James Whitmore − Pole bitwy

### Najlepsza Aktorka Drugoplanowa
- Mercedes McCambridge − Gubernator
- Ethel Barrymore − Pinky
- Celeste Holm − Przyjdź do stajni
- Elsa Lanchester − Przyjdź do stajni
- Ethel Waters − Pinky

### Najlepszy Reżyser
- Joseph L. Mankiewicz − List do trzech żon
- Robert Rossen − Gubernator
- William A. Wellman − Pole bitwy
- Carol Reed − Stracone złudzenia
- William Wyler − Dziedziczka

### Najlepszy Scenariusz Oryginalny
- Robert Pirosh − Pole bitwy
- Sidney Buchman − Jolson Sings Again
- Alfred Hayes, Federico Fellini, Sergio Amidei, Marcello Pagliero i Roberto Rossellini − Paisà
- T.E.B. Clarke − Paszport do Pimlico
- Helen Levitt, Janice Loeb i Sidney Meyers − The Quiet One

### Najlepsze Materiały do Scenariusza
- Douglas Morrow − Historia Monty Strattona
- Clare Boothe Luce − Przyjdź do stajni
- Shirley W. Smith, Valentine Davies − It Happens Every Spring
- Harry Brown − Piaski Iwo Jimy
- Virginia Kellogg − Biały żar

### Najlepszy Scenariusz Adaptowany
- Joseph L. Mankiewicz − List do trzech żon
- Robert Rossen − Gubernator
- Cesare Zavattini − Złodzieje rowerów
- Carl Foreman − Champion
- Graham Greene − Stracone złudzenia

### Najlepsze zdjęcia

#### Film czarno-biały
- Paul C. Vogel − Pole bitwy
- Franz Planer − Champion
- Joseph LaShelle − Przyjdź do stajni
- Leo Tover − Dziedziczka
- Leon Shamroy − Książę lisów

#### Film barwny
- Winton C. Hoch − Nosiła żółtą wstążkę
- Harry Stradling − Przygoda na Broadwayu
- William E. Snyder − Jolson Sings Again
- Robert H. Planck i Charles Schoenbaum − Małe kobietki
- Charles G. Clarke − Sand

### Najlepsza Scenografia i Dekoracja Wnętrz

#### Film Czarno-Biały
- Harry Horner, John Meehan i Emile Kuri − Dziedziczka
- Lyle Wheeler, Joseph C. Wright, Thomas Little i Paul S. Fox − Przyjdź do stajni
- Cedric Gibbons, Jack Martin Smith, Edwin B. Willis i Richard A. Pefferle − Pani Bovary

#### Film Kolorowy
- Cedric Gibbons, Paul Groesse, Edwin B. Willis i Jack D. Moore − Małe kobietki
- Edward Carrere i Lyle Reifsnider − Przygody Don Juana
- Jim Morahan, William Kellner i Michael Relph − Saraband for Dead Lovers

### Najlepszy Dźwięk
- 20th Century-Fox Studio Sound Department, reżyser dźwięku: Thomas T. Moulton − Z jasnego nieba
- Universal-International Studio Sound Department, reżyser dźwięku: Leslie I. Carey − Once More, My Darling
- Republic Studio Sound Department, reżyser dźwięku: Daniel J. Bloomberg − Piaski Iwo Jimy

### Najlepsza Piosenka
- „Baby, It's Cold Outside” − Córka Neptuna − muzyka i słowa: Frank Loesser
- „It's a Great Feeling” − Wielkie uczucie − muzyka: Jule Styne, słowa: Sammy Cahn
- „Lavender Blue” − So Dear to My Heart − muzyka: Eliot Daniel, słowa: Larry Morey
- „My Foolish Heart” − Moje zwariowane serce − muzyka: Victor Young, słowa: Ned Washington
- „Through a Long and Sleepless Night” − Przyjdź do stajni − muzyka: Alfred Newman, słowa: Mack Gordon

### Najlepsza Muzyka

#### Dramat
- Aaron Copland − Dziedziczka
- Max Steiner − Za lasem
- Dimitri Tiomkin − Champion

#### Musical
- Roger Edens i Lennie Hayton − Na przepustce
- Morris Stoloff i George Duning − Jolson Sings Again
- Ray Heindorf − Look for the Silver Lining

### Najlepszy Montaż
- Harry Gerstad − Champion
- Robert Parrish i Al Clark − Gubernator
- John Dunning − Pole bitwy
- Richard L. Van Enger − Piaski Iwo Jimy
- Frederic Knudtson − The Window

### Najlepsze Kostiumy

#### Film Czarno-Biały
- Edith Head i Gile Steele − Dziedziczka
- Vittorio Nino Novarese − Książę lisów

#### Film Kolorowy
- Leah Rhodes, Travilla i Marjorie Best − Przygody Don Juana
- Kay Nelson − Mother Is a Freshman

### Najlepsze Efekty Specjalne
- RKO Pictures − Mighty Joe Young
- Walter Wanger Pictures − Tulsa

### Najlepszy Krótkometrażowy Film Animowany
- Edward Selzer − Kuszący powiew miłości (z serii Zwariowane melodie)
- Fred Quimby − Wykluwający się problem (z serii Tom i Jerry)
- Stephen Bosustow − The Magic Fluke (z serii The Fox and the Crow)
- Walt Disney − Niszczyciele zabawek (z serii o Kaczorze Donaldzie)
- Edward Selzer − Canary Row[1] (z serii Zwariowane melodie)

### Najlepszy Krótkometrażowy Film na Jednej Rolce
- Jack Eaton − Aquatic House-Party
- Justin Herman − Roller Derby Girl
- Gordon Hollingshead − So You Think You're Not Guilty
- Walton C. Ament − Spills and Chills
- Pete Smith − Water Trix

### Najlepszy Krótkometrażowy Film na Dwóch Rolkach
- Gaston Diehl i Robert Haessens − van Gogh
- William Lasky − The Boy and the Eagle
- Irving Allen − Chase of Death
- Gordon Hollingshead − The Grass Is Always Greener
- Gordon Hollingshead − Snow Carnival

### Najlepszy Film Dokumentalny

#### Krótkometrażowy
- Richard de Rochemont − A Chance to Live[2]
- Edward Selzer − So Much for So Little[2]
- French Cinema General Cooperative − 1848
- St. Francis Xavier University (Antigonish, Nowa Szkocja) − The Rising Tide

#### Pełnometrażowy
- Crown Film Unit − Daybreak in Udi
- Paul F. Heard − Kenji Comes Home

### Najlepszy Film Nieanglojęzyczny
- Złodzieje rowerów – Najlepszy film obcojęzyczny  Włochy

### Oscary Honorowe i Specjalne
- Bobby Driscoll – za dziecięcą rolę filmową
- Fred Astaire – za całokształt pracy aktorskiej
- Cecil B. DeMille – za całokształt osiągnięć
- Jean Hersholt – za zasługi dla przemysłu filmowego

### Nagrody Naukowe i Techniczne

#### Klasa I
- Eastman Kodak − for the development and introduction of an improved safety base motion picture film. [Film]

#### Klasa III
- Loren L. Ryder, Bruce H. Denney, Robert Carr i Paramount Studio Sound Department − for the development and application of the supersonic playback and public address system. [Stage Operations]
- M. B. Paul − for the first successful large-area seamless translucent backgrounds. [Special Photographic]
- Herbert E. Britt − for the development and application of formulas and equipment producing artificial snow and ice for dressing motion picture sets. [Stage Operations]
- Andre Coutant and Jacques Mathot − for the design of the Eclair camerette. [Camera]
- Charles R. Daily, Steve Csillag i Paramount Studio Engineering, Editorial and Music Departments − for a new precision method of computing variable tempo click tracks. [Editorial]
- International Projector Corporation − for a simplified and self-adjusting take-up device for projection machines. [Projection]
- Alexander Velcoff − for the application to production of the infra-red photographic evaluator. [Photography]